# Remise Lijsterbesstraat
De Remise Lijsterbesstraat is sinds 1906 een tramremise van de HTM in de Haagse wijk Bomenbuurt. Destijds lag de remise aan de rand van de stad. Pas later kwamen er straten, waaronder de Lijsterbesstraat. In deze remise staan GTL-trams. Vroeger was in deze remise ook de Centrale Werkplaats voor het trammaterieel gevestigd. Deze is echter verplaatst naar de remise Zichtenburg (est. 1983), waardoor meer ruimte voor het opstellen van trams ontstond. Bij de bouw van de remise werd ook een keerlus aangelegd. Later werden de Magnoliastraat en Vogelkersstraat daar omheen gebouwd. De rails door deze krappe straten is gebruikt door lijn 3 en 12, en door in- en uitrukkende trams. In 2003 werd de keerlus verwijderd.

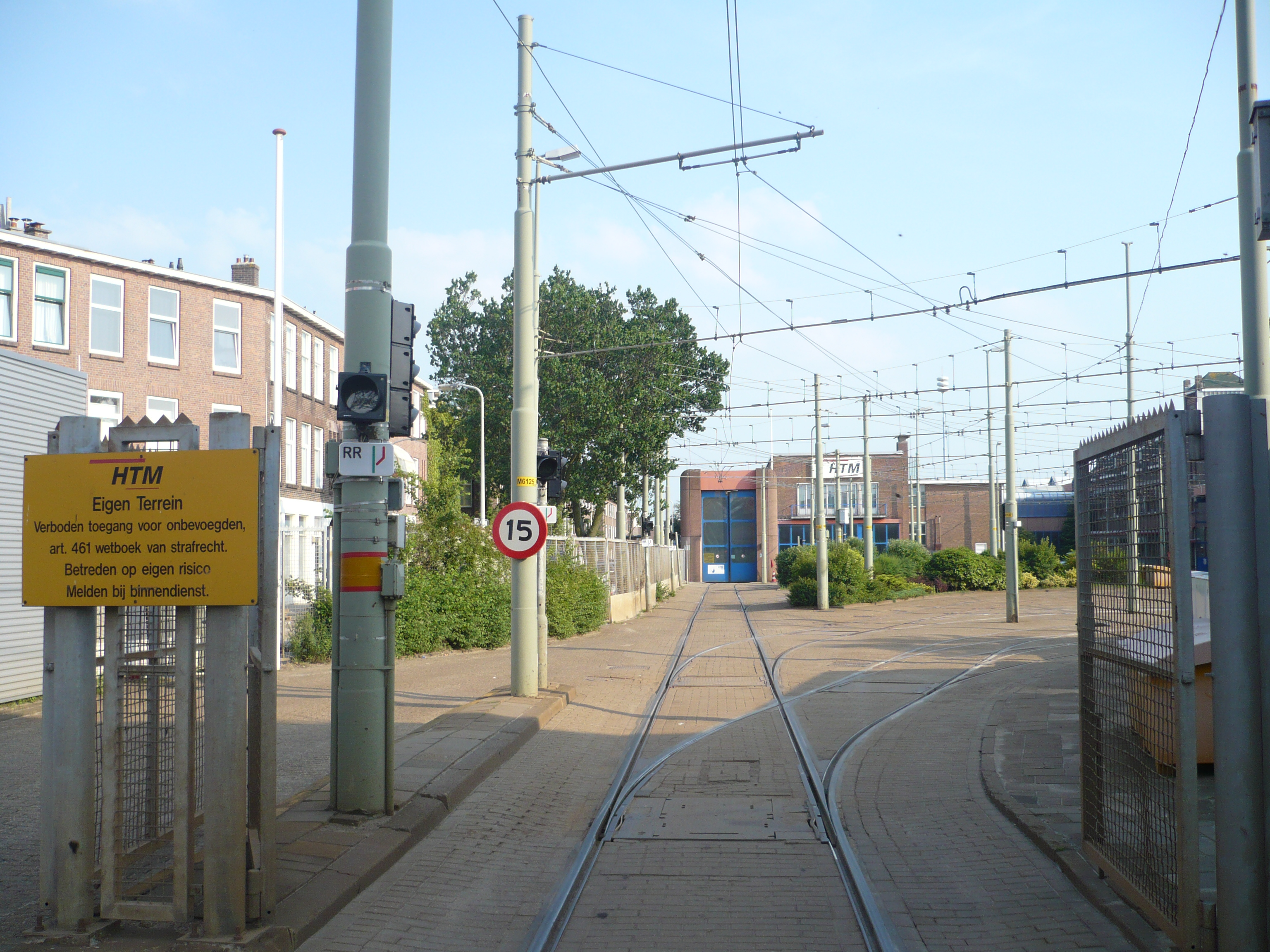
Tramingang en ingang van de Centrale Werkplaats.
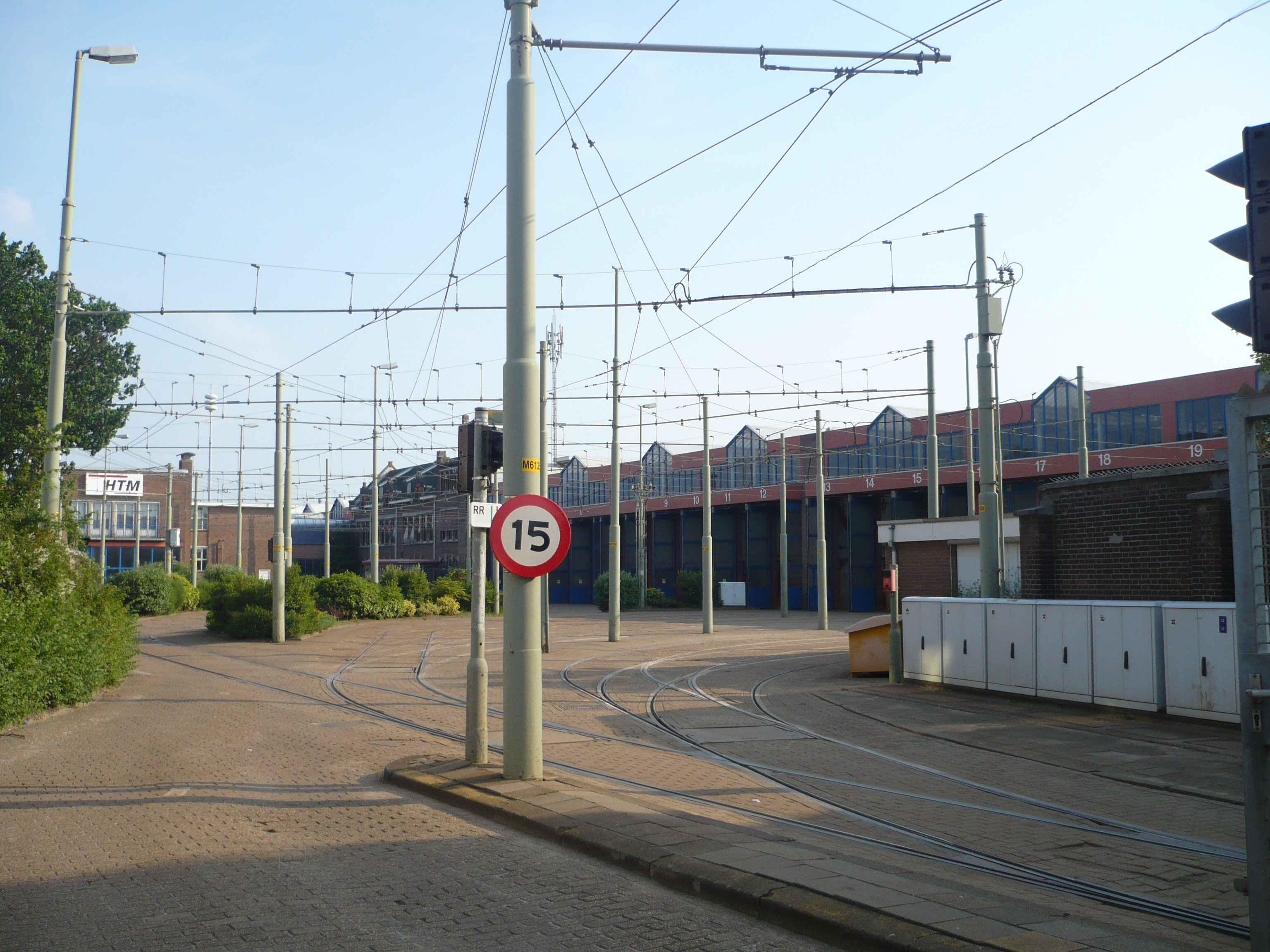
Sporen naar de voorzijde van de remise.